# Rozsdabarna tapló
A rozsdabarna tapló (Phellinus gilvus) a Hymenochaetaceae családjába tartozó, kozmopolita elterjedésű, lombos fák elhalt vagy meggyengült törzsén élő, nem ehető gombafaj. 

## Megjelenése
A rozsdabarna tapló termőteste 5-15 cm széles, 1,5-3 cm vastag, többé-kevésbé legyező vagy kagyló alakú. Színe rozsdabarna vagy sötétbarna, néha kissé zónázott, idősen feketés; növekedő, fiatal széle sárgás vagy sárgásbarna. Felszíne a növekvő szélén molyhos, bársonyos, másutt alapvetően sima, de gyakran egyenetlen vagy koncentrikusan barázdált. 
Alsó termőrétege pórusos szerkezetű, szürkésbarna, vörösbarna vagy sötét lilásbarna színű, többrétegű lehet. A pórusok igen kicsik (5-7/mm), max. 0,7 mm hosszúak, kerekek, szájuk rozsdabarna. 
Húsa szívós, kemény. Színe sárgás-okkerbarnás vagy narancsbarnás, zónázott lehet. Szaga és íze nem jellegzetes. Kálium-hidroxiddal előbb vörös, majd feketés színreakciót ad. 
Spórapora fehér. Spórája ovális vagy elliptikus, sima, inamiloid, mérete 4,5-5 x 3-3,5 µm.

### Hasonló fajok
A fenyő-likacsosgomba széle hasonlóan sárga, de fenyőn nő. Fiatalon a fahéjszínű likacsosgombához is hasonlíthat.

## Elterjedése és termőhelye
Az Antarktisz kivételével minden kontinensen előfordul. 
Lombos fák (főleg tölgy) elhalt vagy meggyengült törzsén található meg, egyesével vagy csoportosan. A faanyagban fehérkorhadást okoz. Gyenge parazita is lehet. A termőtest egyéves vagy évelő, egész évben látható.  

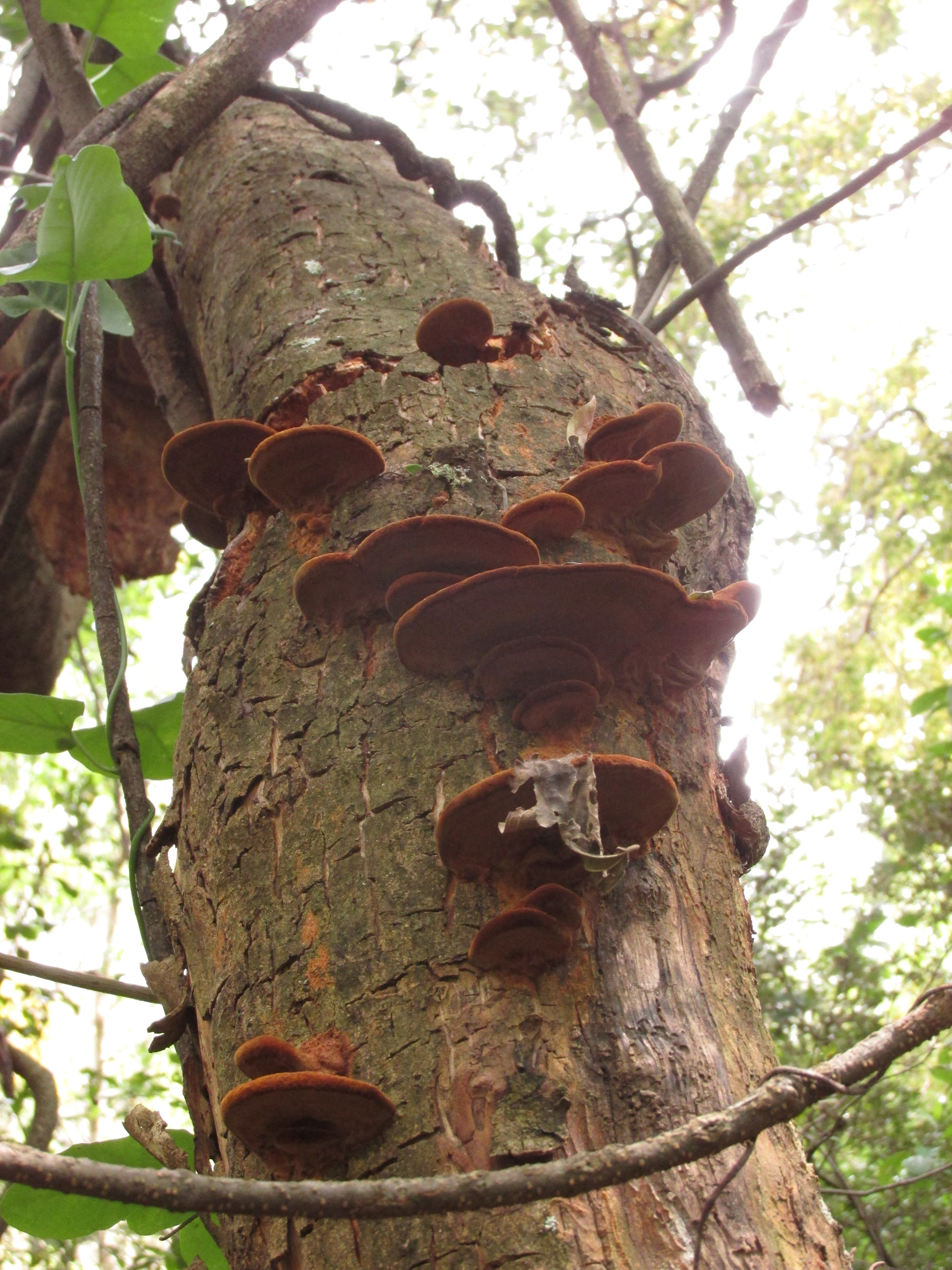
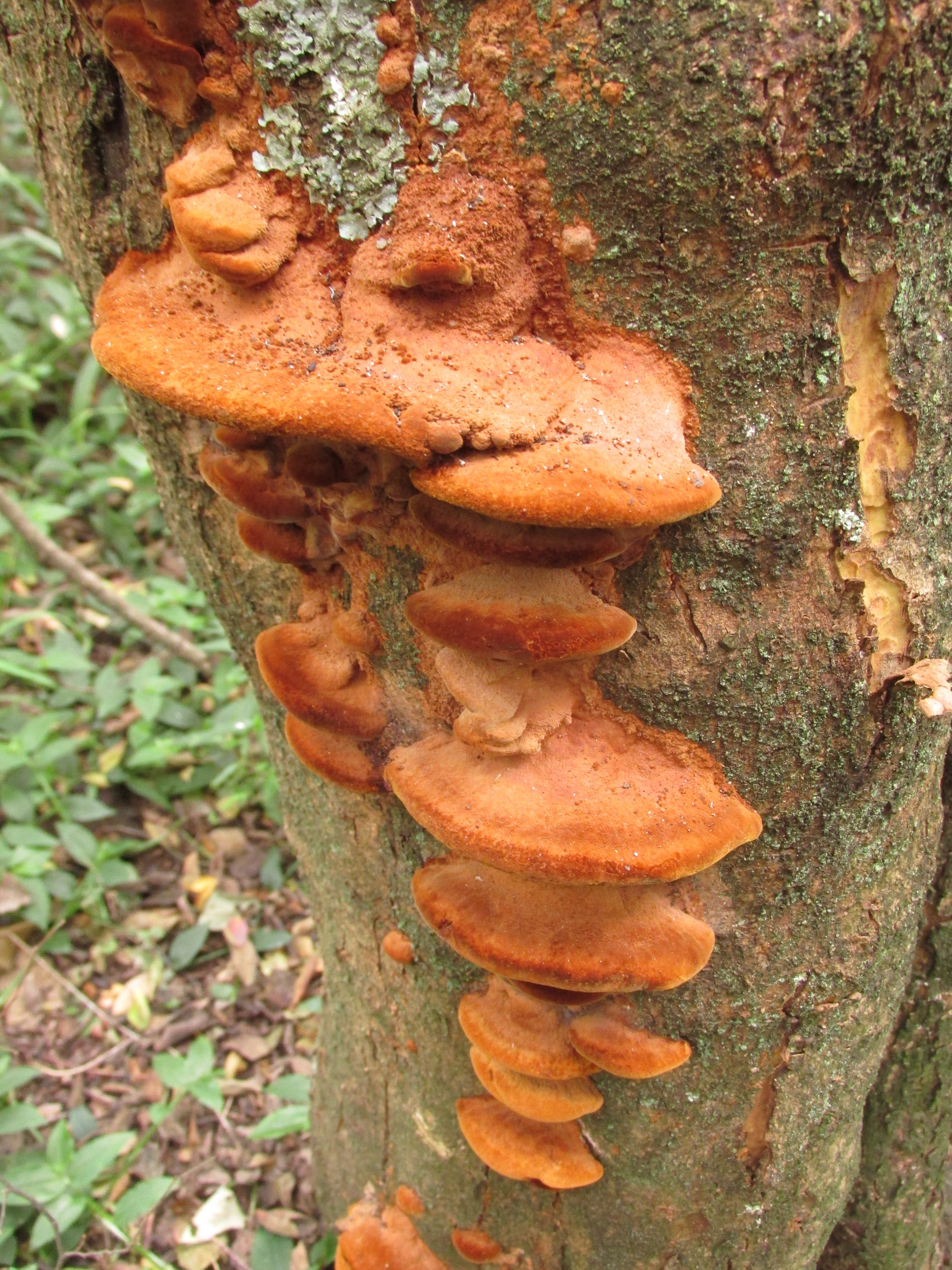
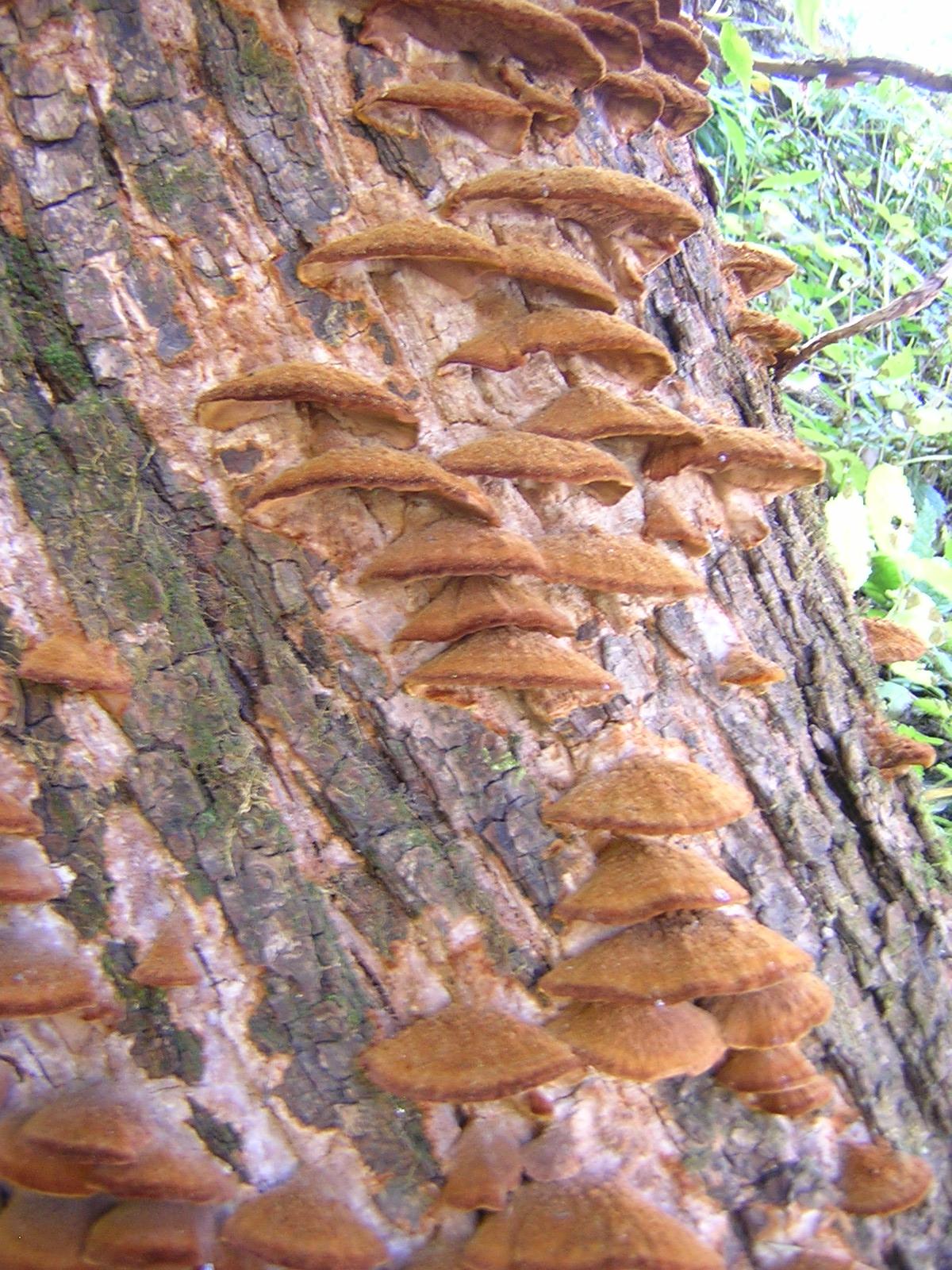
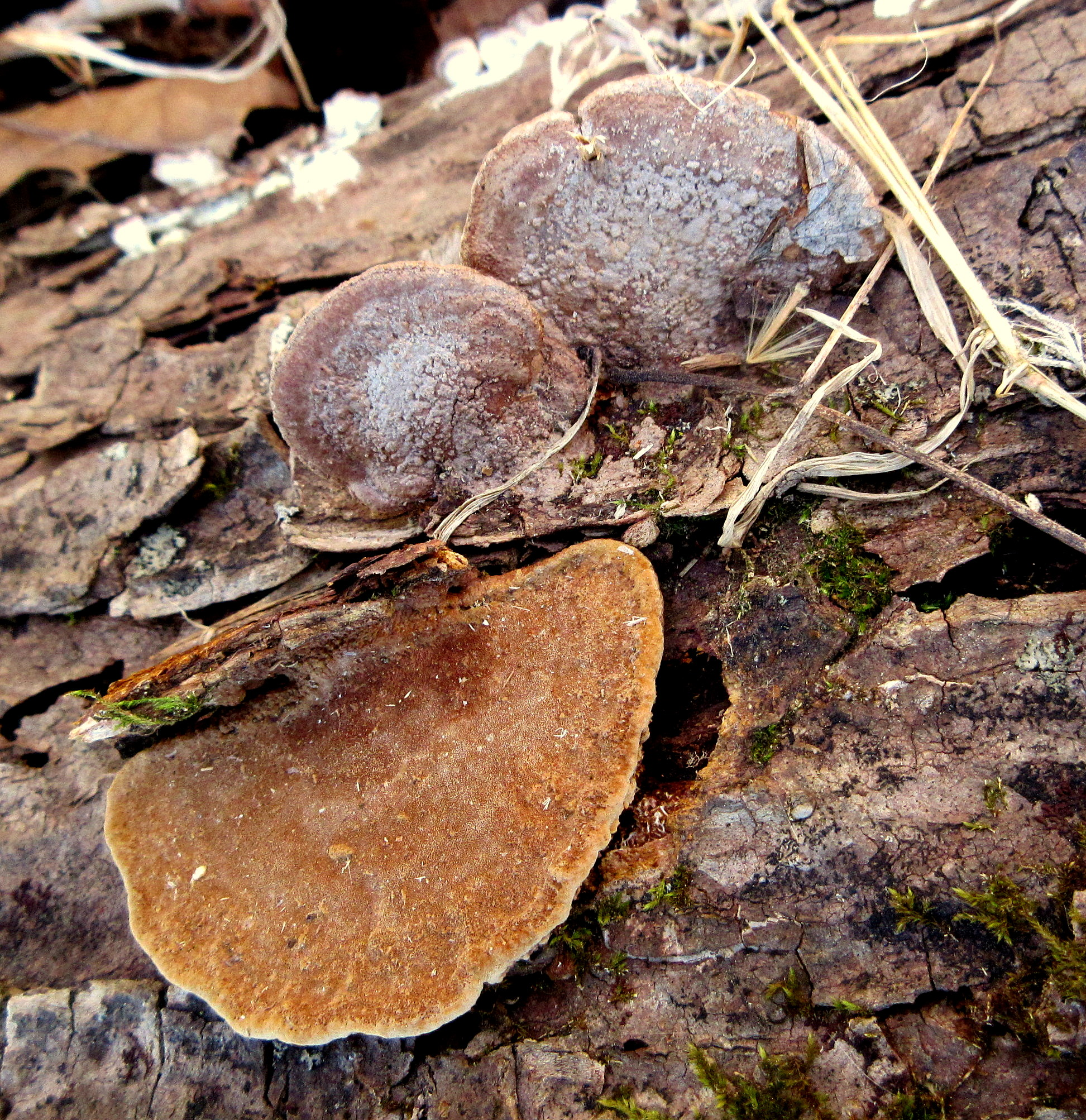
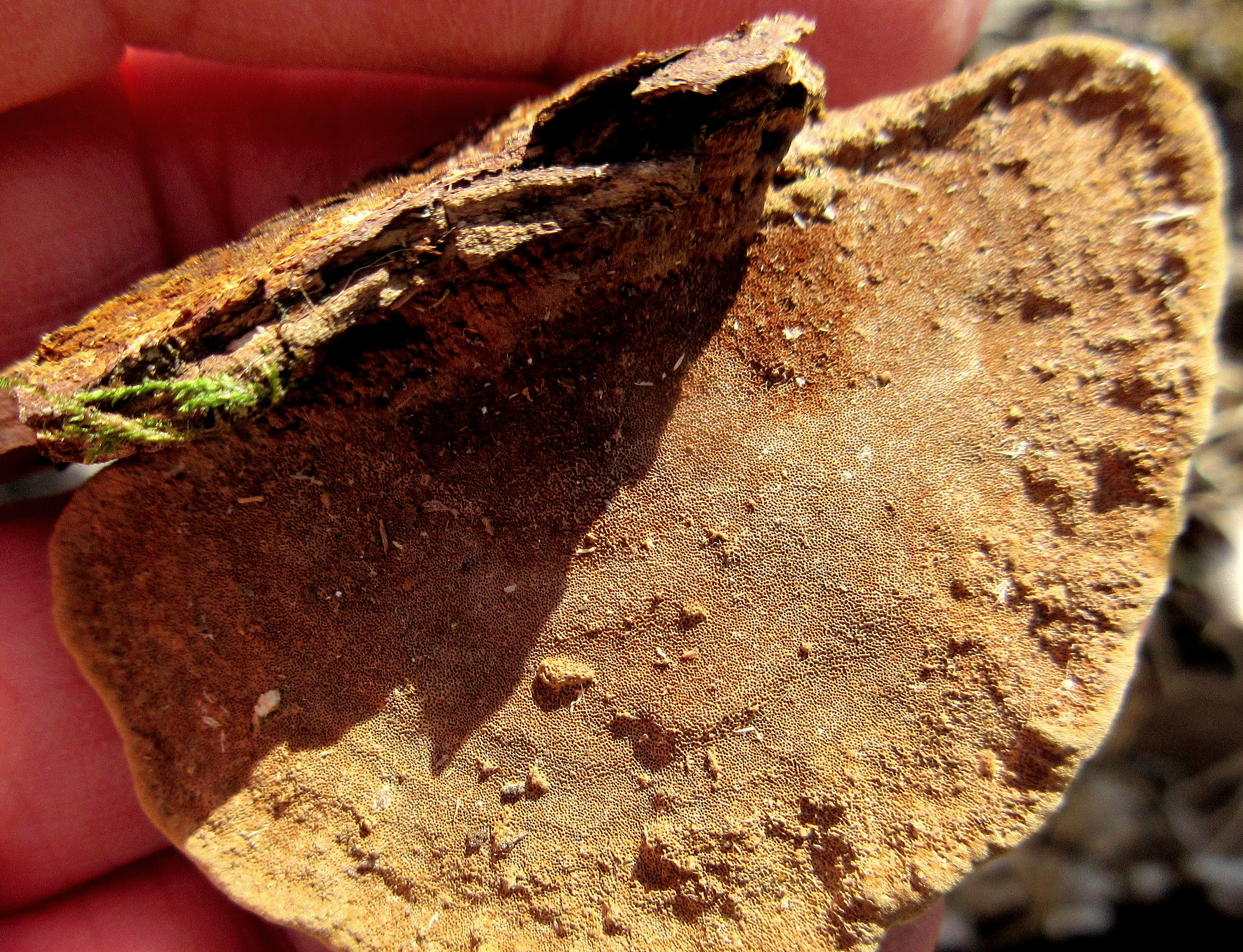

Nem ehető. 